# Anna Birulés
Anna María Birulés i Bertrán (Gerona, 28 de junio de 1954) es una política y directiva empresarial española que ejerció de ministra de Ciencia y Tecnología durante el segundo gobierno de José María Aznar.

## Biografía
Orígenes y formación
Nació el 28 de junio de 1954 en la ciudad de Gerona. Birulés, que militó en el PSUC a finales de la década de 1970, estudió Ciencias Económicas en la Universidad de Barcelona, ampliando posteriormente sus estudios en la Universidad de Berkeley de los Estados Unidos. Es miembro del Círculo de empresarios y de la junta del Círculo de Economía de Barcelona.
Actividad profesional
Inició su actividad profesional en el Departamento de Industria de la Generalidad de Cataluña, desempeñando el cargo de directora general del Centro de Información y Desarrollo Empresarial (CIDEM), directora general de Promoción Comercial, presidenta del Consorcio para la Promoción Comercial de Cataluña (COPCA), bajo las órdenes del director general de Industrial de la Generalidad, Josep Piqué. En 1997 abandonó su cargo de secretaria general del Banco de Sabadell para ser nombrada directora general de Retevisión, desde donde dirigió el proceso de expansión del operador de telecomunicaciones, mediante la vertebración de la compañía a través de sus filiales Retevisión Móvil (telefonía móvil), Onda digital (televisión digital terrestre y Retevisión Interactiva (servicios de internet).
Ministra de Ciencia y Tecnología
Sin afiliación política a ningún partido, fue nombrada ministra de Ciencia y Tecnología con la formación del segundo gobierno de José María Aznar en el año 2000. Ocupó este cargo hasta el 10 de julio de 2002, momento en el cual fue sustituida por Josep Piqué.

## Distinciones
- Gran Cruz de la Real y Muy Distinguida Orden de Carlos III (2002)[3]